# Ókori egyiptomi naptár

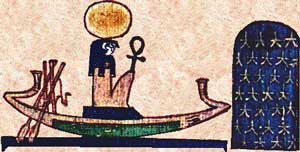
Ré napisten a napbárkán, melyen minden éjjel, mikor nem látható az égen, megküzd Apóphisszal és átkel az Alvilágon, annak az éjszaka tizenkét óráját jelképező tizenkét kapuján keresztül

Az ókori Egyiptom naptárai a történelem első naptárai, a ma is alkalmazott naptárak alapjai, az egyiptomi csillagászok zsenialitásának bizonyítékai. Egyiptomban nagyon korán kialakultak egységes kalendáriumrendszerek: egyesek szerint már az i. e. 5. évezredtől, de az i. e. 4. évezred végétől vagy az i. e. 3. évezred elejétől kezdve biztosan kétféle naptárat alkalmaztak. Az egyik a holdhónapokon alapult és a mezőgazdaság céljait szolgálta, a másik az ókori Kelet legpontosabb naptára volt és adminisztratív célokra alkalmazták.
Az adminisztratív naptárban vezették be legelőször a 365 napos évet és a szökőnapokat. Ezt vette alapul Szoszigenész, amikor Julius Caesar kezdeményezésére kidolgozta a julián naptárat. Azért éppen az egyiptomi naptárat vette alapul a tudós, mert e naptár minden korabeli kalendáriumnál pontosabb és közérthetőbb volt. A ma is érvényes Gergely-naptár Caesar kalendáriumán alapszik, lényegében annak pontosítása. A julián és a Gergely-naptár mellett az egyiptomi adminisztratív naptárból ered a kopt naptár is, amely a hónapneveket is egy az egyben innen vette át.
A holdhónapokon alapuló agrárnaptár 12 hónapból állt és mindössze 354 napot tartalmazott, ezért minden 2-3 évben plusz napokat kellett beiktatni, hogy a naptár összhangban legyen az évszakok változásával. Feltételezések szerint ezt a kalendáriumot Felső-Egyiptomban a Szothisz (a Szíriusz csillag) szabályozta, aminek heliakus felkelése egybeesett a Nílus áradásával. A mezőgazdaság szempontjából ez volt a legkritikusabb nap az évben. Amikor a Szothisz nem volt látható a tizenkettedik hónapban, egy plusz hónapot iktattak be. Ezt a naptárat vették alapul a babiloni naptár elkészítésénél, amely a holdhónapokat és a 354 napos évet is megtartotta.
Egyesek szerint az agrárnaptár Felső-Egyiptommal egy időben Alsó-Egyiptomban is kifejlődött, ahol azt a Nap járásához igazították.
Amikor Alsó- és Felső-Egyiptomot Narmer vagy Meni fáraó Kr. e. 3100 körül egyesítette, az alkalmazott naptárakat egységesítették.

## Kialakulása
A holdnaptár megfelelő volt helyileg a mezőgazdaság számára, de nem felelt meg a közigazgatás igényeinek. A romlandó áruk mozgatása például megkövetelte, hogy a felek pontosan ismerjék az aktuális dátumot. Mivel azonban a hónapok kezdetének meghatározása megfigyelésen alapult, a megfigyelések pedig különbözhettek egymástól, ezért gyakran bizonytalan volt, hogy mi is az aktuális hónap, vagy azon belül a nap.
Ennek következtében a civil életben, adminisztratív célokra másik fajta naptárat kezdtek használni. Ebben 12 hónap volt és mindegyik pontosan 30 napot tartalmazott, amiket 10 napos periódusokra osztottak fel, majd ezt egy 5 napos időszak követte, így az év 365 napból állt.
Az ókori egyiptomiak az éjszakát nagyjából egyenlő időszeletekre bontották fel, amik kezdetét különböző csillagok felkeléséhez kötötték. Így a felosztás az év során mindig kicsit más időtartamot jelentett. A leghosszabb éjszaka a téli napforduló idején volt. Ezt az éjszakát 12 részre osztották fel. Többek[pontosabban?] véleménye szerint ennek az elvnek a kiterjesztése vezetett a teljes nap 24 órás felosztásához. Ez az ókori egyiptomi civil naptár egyszerű volt, hasznos és mindenhol ezt használták. Közel három évezreden keresztül nem változtattak rajta, bár az évszakokhoz egyre kevésbé illeszkedett. Történelmi források szerint i. sz. 139-ben a Szíriusz heliakus (napfelkelte előtti) kelése éppen újév napjára esett.

## Az egyiptomi naptár és időszámítás története
Az egyiptomiak az éveket nem egy megegyezés szerinti időponttól kezdve számolták. Az I. és II. dinasztia idején még emlékezetes eseményekhez viszonyították az időt, majd a kétévenkénti vagyonszámbavétel alapján, mely az óbirodalom idejének nagy részében az időszámítás alapját képezte. Ez minden fáraó trónra lépésével újrakezdődött. A középbirodalom óta már nem a kétévenkénti vagyonösszeírásokkal, hanem évenként számolták az időt, szintén minden új fáraóval elölről kezdve, és az adott fáraó uralkodási nevével jelölték, az egyes ránk maradt dokumentumokban tehát ilyenek olvashatók: „Maatkaré hatodik évében”.
Az év eleinte a Nílus áradásával kezdődött, később áttértek egy pontosabb számításra, innentől a Szíriusz csillag (egyiptomi nyelven Szopdet, görögül Szóthisz) heliakus (napfelkelte előtti) kelése jelezte az új év kezdetét (a kanópuszi dekrétum alapján történt azonosítás szerint ez kb. a gregorián naptár szerinti július 19-re esett). A Szíriusz ugyanis az áradás előtt hosszabb ideig nem volt látható, majd újra megjelent.
Minden év három, négy hónapos évszakból állt, ezek nevei: ahet („áradás”), peret („sarjadás”), semu („forróság”). Minden hónap három tíznapos dekádból állt. A maradék 5 – a római kortól kezdődően a szökőévekben 6 – napot (melyet későbbi görög szóval epagomennek, azaz pótnapnak hívtak) a naptár végéhez adták hozzá, semu utolsó napja és az új év első napja közé. E napokon ünnepelték Ozirisz, Hórusz, Széth, Ízisz és Nebethet születésnapját.
A tizenkét hónapnak saját neve is volt, de ezeket ritkán írták ki, inkább számozták őket, és az egyes dátumokat úgy adták meg, hogy például Peret évszak első hónapjának 17. napja. A hónapok neve klasszikus egyiptomi és kopt formában:
| Évszak     | Egyiptomi név               | Kopt név  | Jelentés                                                                      |
| ---------- | --------------------------- | --------- | ----------------------------------------------------------------------------- |
| Ahet I.    | ḏḥwtỉ (Dzsehuti)            | Thot      | Thot ünnepe ebben a hónapban volt                                             |
| Ahet II.   | p3-n-ỉp.t (Penipet)         | Paophi    | Az Opet-ünnep hava                                                            |
| Ahet III.  | ḥt-ḥr (Hathor)              | Athür     | Hathor ünnepe                                                                 |
| Ahet IV.   | k3-ḥr-k3 (Kaherka)          | Khoiak    | Egy ünnep neve                                                                |
| Peret I.   | (Ta’abet)                   | Tübi      |                                                                               |
| Peret II.  | p3-n-p3-mḫỉr (Penpamehir)   | Mehir     | Egy ünnep neve                                                                |
| Peret III. | p3-n-ỉmn-ḥtp (Penimenhotep) | Phamenóth | „Amenhotepé”. Az istenként tisztelt I. Amenhotep ünnepe ebben a hónapban volt |
| Peret IV.  | p3-n-rnn-wtt (Penrennuti)   | Pharmuthi | „Renenuteté”. Renenutet termékenységistennő ünnepe.                           |
| Semu I.    | p3-n-ḫnsw (Penhonszu)       | Pakhónsz  | „Honszué”. Honszu holdisten ünnepe ebben a hónapban volt                      |
| Semu II.   | p3-n-ỉnt (Peninet)          | Pauni     | „A völgyé”. A völgy gyönyörű ünnepe évszakja.                                 |
| Semu III.  | (Ipepiheb)                  | Epiphi    |                                                                               |
| Semu IV.   | msw.t-rˁ (Meszutré)         | Meszoré   | „Ré születése”                                                                |

A napot 24 órára osztották, de az órák hossza változó volt, mivel az éjszaka és a nappal is 12 órából állt. Az éjszakai órákat a csillagok állása alapján állapították meg. A XVIII. dinasztia korának elején egy Amenemhat nevű csillagász vízórát készített, mely a hónapoknak megfelelően mutatta az órák hosszát.
Mivel egy napév 1/4 nappal hosszabb az egyiptomi évnél, az egyiptomi év ún. mozgóév volt, a naptári év csak 1460 évenként egyszer esett egybe a csillagászati újévvel, a Szíriusz heliakus kelésével. Ennek az 1460 évnek az elnevezése a szaknyelvben a Szóthisz-periódus.
III. Ptolemaiosz idejében, i. e. 238-ban megpróbálták megreformálni a naptárat és minden negyedik évben beiktatni egy szökőnapot, a hagyománytisztelő egyiptomiak azonban ezt egészen a római uralom koráig nem voltak hajlandóak elfogadni.
A mai egyiptológusok számára az ókori események kronológiájának felállításában segítség lehet a Szóthisz-periódus, azonban csak egyetlen olyan évről maradt fenn említés, amikor egybeesett a csillagászati és a naptári év: Censorinus De die natali című művében maradt ránk a 139. év. A kronológia felállítását azonban nehezíti, hogy nem teljesen tisztázott, hol jegyezték fel a Szíriusz első megjelenését, ugyanis az egyiptomi történelem egyes szakaszaiban más-más város töltött be jelentős szerepet, ezek földrajzi szélességétől függően pedig több nap eltérés is lehet a lehetséges dátumok között. A középbirodalom kronológiájának felállításában az illahuni papiruszok segítenek, melyek megemlítik, hogy III. Szenuszert 7. uralkodási évében peret 4. évszaka 15. napján látták először felkelni a Szíriuszt, míg az újbirodalomnál az Ebers-papirusz nyomán indulhatunk el, mely szerint I. Amenhotep uralmának 9. évében semu évszak 3. hónapjának 9. napjára esett a csillagászati újév.
Az egyiptomiak ismerték a holdnaptárt is, az éveket kis- és nagyévekre osztották aszerint, hogy 12 vagy 13 újhold volt bennük.

## A naptár a mítoszokban
A Plutarkhosz tollából ránk maradt Ozirisz és Ízisz-legenda szerint Ré, mikor tudomást szerzett gyermekei, Geb és Nut szerelméről, megátkozta őket, és azt mondta, ne legyen az évnek olyan napja, amikor Nut megszülhetné gyermekeiket. Nut azonban kockajátékban elnyerte minden nap hetvened részét Thottól, ezekből öt újabb napot alkotott, és ez az öt nap lett az öt isten születésnapja. (Plutarkhosz más történetírókhoz hasonlóan az egyiptomi isteneket görög isteneknek próbálta megfeleltetni, és Nutot, Gebet és Thotot Rhea, Kronosz és Hermész néven említi.)
A Szíriusz csillag egyiptomi neve, a Szopdet éleset jelent óegyiptomiul (nőnemben). Szopdetet egyben istennőként is tisztelték.
Az órákat óraistennők személyesítették meg. Az, hogy ki milyen órában született, hitük szerint meghatározta egész további sorsát.
Az egyiptomiak úgy tartották, az éjszaka tizenkét órájában Ré a napbárkán hajózva áthalad az Alvilág régióin. Ezeket tizenkét kapu választja el egymástól, melyeket tűzokádó kígyók őriznek. Rének ezeket le kell győznie, hogy az Alvilágon áthaladva újjászülethessen. Ré utazásának leírása az Amduat könyvében és a Kapuk Könyvében maradt ránk.

## Jelentősége az óegyiptomi mindennapokban
Újév napját az egyiptomiak tep renpetnek, „az év fejé”-nek nevezték, és megünnepelték. Rituálisan megfürödtek az áradó Nílusban, és áldozatot mutattak be őseiknek és az isteneknek is (neheb kau).
A naptárban voltak szerencsés és baljós napok, a legteljesebb fennmaradt naptárdokumentumban, az ún. kairói naptárban a szerencséseket három nefer („szép”, „jó”) hieroglifával, míg a balszerencséseket az aha („küzdelem”) jellel jelölték. Egy nap mindkét hatás is érvényesülhetett. A napok szerencsés vagy baljós voltát az határozta meg, hogy a mitológia szerint milyen esemény történt az adott napon. Ennek megfelelően sok naphoz előírások, tanácsok tartoztak, valamint előrejelzések az aznap született emberek életével kapcsolatban.
Az Asszuáni-gát 1899–1902-es felépítése véget vetett a Nílus évenkénti áradásának, így a természeti jelenség, melynek mai naptárunk őse köszönhette születését, már nem megfigyelhető.
Az Algol és a Hold fényesebb fázisának egybeesése pozitív jelentéssel bírt az ókori egyiptomiak számára.

## Jelentősége ma
Az óegyitomi naptárakon alapul a világ szinte egészén alkalmazott Gergely-naptár, amely lényegében csak pontosításokat tartalmaz az eredeti egyiptomi kalendáriumokhoz képest, tehát az ókori tudomány egyik legnagyobb vívmányának tekinthető ez az egyiptomiak által több mint ötezer évvel ezelőtt kidolgozott rendszer.